# Tarantella
Tarantella är en italiensk folkdans, härstammande från Taranto i Apulien som går i 3/8- eller 6/8-takt och dansas i snabbt tempo, med ständigt ökande hastighet, av en man och en kvinna eller två kvinnor, under ledsagning av tamburin och kastanjetter. Dansen har fått sitt namn av att den liknar konvulsionerna efter tarantelbett.
Musikformen har även upptagits av kompositörerna och införts av Daniel-François-Esprit Auber i operan, av Carl Maria von Weber i sonaten, av Gioacchino Rossini i sången och som karaktärsstycke för piano av flera.
Om folktron rörande denna dans se tarantism.